# 覺羅祥慶
覺羅祥慶（1809年—?），字履吉，号云樵，满洲正蓝旗人。清朝官员，进士出身。

## 生平
道光八年戊子科举人，十五年乙未科进士。后于道光二十四年任四川新宁县（今开江县）知县，营山县知县，二十九年任巴县 (重庆)知县，咸丰二年复任。道光二十七年(1847年)，扩建营山县考棚并作《改建考棚碑记》。

## 家族
- 堂兄覺羅普慶，道光癸未进士；
- 妻子楚氏，镶白旗汉军、乾隆乙未进士五泰之孙女，嘉庆丁丑进士繩格之女。